# Sankt Johannes ärkekatedral i Warszawa

Sankt Johannes ärkekatedral (polska Bazylika Archikatedralna Świętego Jana Chrzciciela) är domkyrka i Warszawa.
Kyrkan ligger mellan Kungliga Slottet och Torget i Gamla staden. Kyrkan byggdes omkring 1390 som församlingskyrka. Den var gravkyrka för de Masovien-regenterna. Den blev domkyrka vid bildandet av Warszawa stift 1798, ärkekatedral från 1818, totalförstördes av tyska soldater under Warszawaupproret år 1944, återuppbyggdes 1948–1956.
Stare Miasto (Gamla staden) blev 1980, med Kungliga slottet och ärkekatedralen, uppsatt på Unescos världsarvslista.

## Kröningar
- 13 september 1637 – Cecylia Renata av Habsburg (gift med Vladislav IV)
- 19 oktober 1670 – Eleonora av Habsburg (gift med Michał Korybut Wiśniowiecki)
- 4 oktober 1705 – Stanisław Leszczyński och Katarzyna Opalińska
- 25 november 1764 – Stanisław II August Poniatowski